# Nikola Marković
Nikola Marković (cyr. Никола Марковић; ur. 7 lipca 1989 w Belgradzie) – serbski koszykarz, występujący na pozycjach silnego skrzydłowego oraz środkowego, obecnie zawodnik rumuńskiego zespołu Oradea.
28 lipca 2016 został zawodnikiem Trefla Sopot. 5 stycznia 2018 trafił do Stelmetu BC Zielona Góra. 26 lutego podpisał umowę ze BM Slam Stalą Ostrów Wielkopolski.
20 lipca 2018 zawarł kontrakt z Anwilem Włocławek. 20 lutego 2019 opuścił klub, aby dołączyć do rumuńskiego zespołu Oradea.

## Osiągnięcia
Stan na 26 kwietnia 2021, na podstawie, o ile nie zaznaczono inaczej.
Drużynowe
- Wicemistrz Polski (2018)[9]
- Brąz FIBA Europe Cup (2021)[10]
- Finalista:
  - pucharu:
    - Serbii (2011)
    - Polski (2018)

  - Superpucharu Polski (2018)[11]

Indywidualne
- MVP:
  - miesiąca PLK (grudzień 2016)
  - turnieju Nike Global Challenge (2008)
- Zaliczony do:
  - I składu turnieju NIKE Global Challenge (2008)
  - III składu EBL (2018 przez dziennikarzy)[12]

Reprezentacja
- Mistrz Europy U–18 (2007)
- Wicemistrz igrzysk śródziemnomorskich (2013)
- Brązowy medalista uniwersjady (2013)
- Uczestnik:
  - igrzysk śródziemnomorskich (2009 – 8. miejsce, 2013)
  - mistrzostw Europy U–20 (2009 – 11. m.)